# 대성중학교 (전북)
대성중학교(大星中學校)는 대한민국 전북특별자치도 고창군 대산면 매산리에 있는 공립 중학교이다.

## 학교 연혁
- 1948년 : 대산고등공민학교 설립
- 1951년 9월 : 대산중학교 개명
- 1954년 5월 1일 : 대성중학교 인가(3학급)
- 1975년 12월 1일 : 대성고등학교 병설 설립 인가(6학급)
- 1981년 3월 1일 : 중·고등학교 분리
- 2009년 5월 19일 : 본관 개축 준공
- 2022년 3월 1일 : 제25대 이송근 교장 부임
- 2024년 2월 7일 : 제68회 졸업식 11명(졸업생 총 8,561명)

## 참고 자료
- 대성중학교 - 한국교육학술정보원 학교알리미